# Flavi Gracià
Flavi Gracià o simplement Gracià (Sírmium, Pannònia, 19 d'abril del 359- 25 d'agost del 383) fou emperador romà, nomenat pel seu pare Valentinià I, el qual el va responsabilitzar de les províncies d'occident el 367. A la seva mort el 375 el govern de l'imperi va quedar repartit entre tres emperadors: ell, el seu germà menor Valentinià que governava les províncies centrals i el seu oncle Valent les orientals.

## Ascens al tron
Era fill de l'emperador Valentinià i de la seva primera muller Marina Severa. Quan tenia set anys el seu pare va ser proclamat emperador i va donar al seu fill el títol de cònsol (366). El 24 d'agost de l'any següent Valentinià li atorgà el títol d'august, a Amiens. L'any següent va acompanyar al pare en campanya contra els alamans. Va tenir com a educador a Ausoni (al qui després en agraïment va fer cònsol el 379). A la mort del pare a Bregentio (Bregenz) el 17 de novembre del 375, l'exèrcit el va proclamar emperador però juntament amb son germanastre Valentinià II, de 4 anys, nascut de la segona dona Justina.
Gracià va conservar les províncies occidentals de les diòcesis d'Hispània, Britànnia i la Gàl·lia. Va reservar les províncies de les diòcesis d'Itàlia, Il·líria (o les Panònies) i Àfrica, a Valentinià II, que va governar sota regència de l'emperadriu Justina. Va establir les seves residències a Trèveris i a Milà i de fet va governar ambdues parts de l'imperi.

## Invasions de lentiens
El seu general Frigeridus va derrotar els taifals i Gracià volia anar a Tràcia a ajudar el seu oncle Valent quan fou aturat per una invasió dels lentiens. El maig del 378, amb la cooperació dels generals Nanniè i Mel·lobaudes (o Merobaudes, un franc que era comes domesticorum), va derrotar aquests lentiens, tribu dels alamans, en la batalla d'Argentovària, propera a l'actual Colmar.

## Successió de Valent
El 376 els visigots, empesos pels huns (que ja havien sotmès als ostrogots) van penetrar en l'Imperi Romà, i van demanar establir-se com a federats. Van obtenir el permís de Valent, però el 377 va esclatar el conflicte i els visigots van vèncer Valent el 9 d'agost del 378 en la Batalla d'Adrianòpolis, en la qual Valent va morir i va quedar obert el camí de Constantinoble. Gracià fou reconegut hereu de la part oriental i va enviar a la zona el general Teodosi, qui en diversos combats parcials, va aconseguir l'extermini d'una part dels visigots i la salvació de la capital. El 19 de gener del 379 Gracià va cedir Orient, com a august, al general Teodosi i es va reservar per a si la Prefectura de les Gàl·lies.
Gracià i Teodosi van iniciar una guerra contra els bàrbars als Balcans coneguda com la guerra gòtica (377-382) i finalment els visigots es van establir a Pannònia, Mèsia, Tràcia i Macedònia com aliats el 382.
Els primers anys Gracià va governar amb eficàcia però de mica en mica va anar deixant el poder per dedicar-se a les caceres i als plaers, augmentant el poder del general franc Mel·lobaudes i del bisbe Ambròs de Milà. Sota influència del bisbe, Gracià va prohibir altre cop el culte pagà a Roma.

## Política religiosa
El 27 de febrer del 380 va promulgar (al costat de Teodosi) l'edicte de Tessalònica que declarava el credo de Nicea com la principal de l'estat amb el nom de religió catòlica (derivat del grec Katholikós, format per les paraules Katá, «comprensió», i Holos, «tot»). En l'edicte es va amenaçar als cristians dissidents amb la venjança divina i amb persecucions terrenals. El 10 de gener del 381, el culte catòlic va quedar establert com a religió única, prohibint-se totes les altres incloent les sectes dels arrians, macedonians i altres menors derivades del cristianisme. Ordenà la realització del Concili d'Aquileia, al setembre de 381, on es condemnaren a l'ostracisme alguns dels bisbes arrians dins de l'Imperi Romà d'Occident.
Amb l'enfonsament de la frontera del Danubi sota les incursions dels huns i els gots, Gracià va traslladar la seva cort d'Augusta dels Trèvers a Mediolanum l'any 381, i es va alinear cada cop més amb el bisbe de la ciutat, Ambròs de Milà i el Senat romà, canviant l'equilibri de poder dins de les faccions de l'imperi occidental. Sota la influència d'Ambròs, va prendre mesures actives contra el culte pagà. Va prohibir també els llegats a les vestals i va abolir privilegis dels sacerdots pagans i va ordenar la supressió de les subvencions per als seus temples i es van confiscar tots els seus béns en 382. Va renunciar al càrrec oficial de Pontifex Maximus i va retirar l'altar de la Victòria de la seu del Senat romà.

## Sublevació de Magne Màxim
Va crear un cos personal d'alans i va aparèixer en públic vestit com un escita, el que li va provocar l'hostilitat del poble i dels soldats romans.
Això fou aprofitat pel general Magne Clement Màxim per revoltar-se a Britànnia (383) i per envair després les Gàl·lies. Gracià era a Lutetia i els soldats el van abandonar i va fugir a Lugdúnum. Traït pel governador de la Lionesa, Andragati (Andragatius), que va reconèixer Magne Màxim, fou assassinat el 25 d'agost d'aquell any.

## Matrimonis i descendència
Gracià es va casar dues vegades: El 374 o 375 amb Flàvia Màxima Constància, filla de Constanci II, amb qui es creu que va tenir un fill del qual res se sap. Constància va morir sis mesos abans que el seu marit; després es va casar amb una dona de nom Laeta de la qual no es coneix cap circumstància, i el que va sobreviure.